# Henri Thomas Reubell
Pour les articles homonymes, voir Reubell.
Henri Thomas Reubell, parfois orthographié Rewbell, né le 7 mars 1742 à Colmar (Haut-Rhin), mort le 24 juillet 1804 à Paris, est un général de division de la Révolution française.
Il est le frère du député Jean-François Reubell (1747-1807).

## États de service
Il entre en service le 1er juin 1760, comme lieutenant dans le bataillon de la milice d’Alsace, et le 28 mai 1761 il est admis avec le grade de sous-lieutenant dans le régiment Royal-Suédois. Il fait les campagnes en Hanovre de 1760 à 1762. Sous-lieutenant de grenadier le 19 juin 1765, il passe lieutenant le 28 juin 1766, et capitaine en second le 4 juillet 1777.
De 1781 à 1783, il participe aux campagnes en Espagne. Il est fait chevalier de Saint-Louis le 22 mai 1783, et le 31 décembre suivant il est promu capitaine commandant. Il est nommé lieutenant-colonel le 25 juillet 1791, au régiment de Nassau, et il devient colonel de ce même régiment le 26 octobre 1792 attaché à l’armée de la Moselle.
Il est promu général de brigade le 26 août 1793, et il est suspendu de ses fonctions et emprisonné le 22 septembre 1793. Il est remis en liberté le 27 novembre 1793, et il est réintégré le 6 novembre 1794 à l’armée du Rhin. Le 27 mars 1795 il rejoint l’armée du Nord, et le 19 juillet il commande Ostende, puis Flessingue le 17 novembre. Il est élevé au grade de général de division le 7 décembre 1795, et il prend le commandement de la 3e division de l’armée du Nord le 17 décembre suivant, puis le 4 février 1796, il commande la 2e division.
Il est admis à la retraite le 30 décembre 1799.
Il meurt le 24 juillet 1804, à Paris.

## Sources
- (en) « Generals Who Served in the French Army during the Period 1789 - 1814: Eberle to Exelmans »
- Thierry Pouliquen, « Les généraux français et étrangers ayant servis [sic] dans la Grande Armée » (consulté le 10 novembre 2014)
- Étienne Charavay, Correspondance général de Carnot, tome 3, imprimerie Nationale, 1897, p. 81.
- (pl) « Napoléon.org.pl »